# حطم الفجر
حطم الفجر هي رواية للكاتب الأمريكي إرنست همينغوي، الحاصل على جائزة نوبل في الأدب. كُتبت النسخة الأصلية من هذه الرواية باللغة الإنجليزية بعنوان: True at First Night. تمّ تحرير الكتاب على يد الابن باتريك همينغوي إلى جانب النسخة الأصلية التي كتبها والده، إرنست همينغوي، ونشرت الطبعة النهائية عام 1999.

## الخلفية
تتمحور عقدة القصة حول مراحل حياة إرنست خلال الفترة التي قضاها في غابات الصيد الموجودة في شرق أفريقيا بين عام 1953 و1954. وقام بدمج تلك التجارب بالخيال وتأثير مواضيع أخرى متنوعة على حياة المؤلف نفسه.
وقد موّلت صحيفة لوك Look تكاليف إقامته في إفريقيا مقابل كتابته لعددٍ من المقالات التي يسرد فيها قصصه. وبدأ بتحرير النسخة الأصلية بعد عودته من الرحلة، بالرغم من أنه كان يعمل على كتابته للقصة من أكثر من عقدين إلا أنه اعتبر كتابه «غير صالح للنشر» وتركه دون أن ينهيه. وبعد عدة أعوام من تاريخ وفاته، قاموا بتجميع أعماله الأدبيّة في مكتبة جون كينيدي إضافة إلى النسخة الأصلية لقصته في إفريقيا. وفي عام 1997 بدأ باتريك بمراجعة النص الأصلي لغايات نشره في حدث خاص به بعنوان True at First Night وبالإسبانية Al romper el alba، ثمّ أمضى السنوات التالية في تحرير رواية أبيه محاولاً بذلك التركيز على القصص التي تدور حول الوضع السياسيّ الحرج في إفريقيا في الخمسينات نتيجة الإمبريالية. وقد لوحظ أن أكثر النسخ انتشاراً لباتريك كانت من تجميعه لنصف محتوى النص الأصلي مضيفاً إليها عناصرَ خيالية في الحبكة.

## النشر
خلال فترة صدور الكتاب، ورغم إدراجه ضمن قائمة الكتب الأكثر مبيعاً في صحيفة نيويورك تايمز لشهر سبتمبر 1999، إلا أنه لم يسلم من انتقادات الصحيفة التي رأت أن مستواه الروائي ضعيف وهشّ مقارنة بأعمال هيمنغواي السابقة. في المقابل، حظي الكتاب باهتمام واسع لدى الأوساط الأكاديمية المهتمة بتحليل إرث الكاتب، حيث أشادوا بتعقيد النص ومتعة قراءته، ورجّحوا إمكانية اعتباره جزءاً من «الكانون» الأدبي الخاص بهيمنغواي.
النسخة التي أصدرها باتريك الابن كانت محل جدل كبير، إذ تمنّى بعض النقاد لو أنّ أرنست هيمنغواي نفسه تمكّن من تحرير الرواية وإصدار نسختها الأصلية. وبالتوازي مع هذا الجدل، قامت المؤسسة بمراجعة النص ونشرت طبعة خاصة به بعنوان تحت جبل كليمنجارو.

## البدايات
كان هيمنجوي راغباً بالعودة إلى إفريقيا عقب رحلة الأدغال التي قام بها عام 1933 مصطحباً معه زوجته الثانية، بولين فيفير. حركت تلك الرحلة بداخله الشغف لتحرير قصته ثلوج كليمنجارو، وضمها إلى كتابه روابي إفريقيا الخضراء.وعندما انتهى من كتابة الشيخ والبحر عام 1953، فكر بإمكانية زيارة القارة الإفريقية من جديد فقط من أجل لقاء ابنه باتريك الذي كان يقيم في تنزانيا. وعرضت الصحيفة الأمريكية لوك تمويل تكاليف إيفاده إلى هناك لمدة أربعة شهور مخصصةً 15 ألف دولاراً لدفع تكاليف الرحلة و10 آلاف دولاراً إضافية مقابل المقالة والتي منها تم اختيار قصصه القصيرة حول إقامته في الأراضي الإفريقيّة. ولم يقِل مدى المقالة عن 3500 كلمة. حيث شمل هذا العرض عقداً مع المصور المشهور إيرل ثيسن والمعترف بخبرته الطويلة في جلسات التصوير في مجال التصوير السينمائي. فوافق همينغوي على العرض وغادر كوبا في يونيو من العام نفسه مصطحباً معه زوجته الرابعة، ماري. وبعدما قام برحلة قصيرة في أوروبا، أبحر هو وزوجته إلى تنجانيقا قادمين من فينيسيا. وفي تلك الأثناء كانت قد حصلت ثورة الماو ماو، وبمناسبة إحدى رسائله، بعد وصولهم تم منحه فخرية حرّاس الغابات. وكان فيليب بيرثيبال دليلَ هيمنجوي في رحلته عام 1933 إلى الأدغال وعاد لعرض خدماته في هذه الإرساليّة ثم وصل بعد فترة قليلة من وصول الزوجين. غادرت المجموعة من شواطئ السالنجاي، حيث اتخذ ثيسين صوراً لأرنست مع قطيع الفيلة، وعبَروا هور الكيمانا ووادي الرفت إلى أن وصلوا منزل باتريك الواقع في المنطقة الوسطى من تنزانيا. واحتموا بالجزء الشمالي الجبلي من كليمنجارو حيث أمضوا الشهرين التاليين. في تلك الأثناء ترك بيرثيبال المجموعة وعُين همينغوي في وظيفة ريفية حارساً على المصائد مع بعض المكتشفين في المنطقة. ويقال أنه فيما بعد شَعر بالغرور لتحمله تلك المسؤولية وفكر بتأليف كتاب حول هذه التجربة.

## ملخص
تدور أحداث الكتاب في خمسينيات القرن العشرين بكينيا البريطانية خلال ثورة الماو ماو. وفي مقدمة الكتاب، يصف باتريك هيمنغواي أحوال قبيلتي الكيكيو والكمبا في تلك الفترة، موضحاً أنّه لو انضمت قبيلة الكمبا إلى التمرد، لكان إرنست وماري هيمنغواي معرّضين لاحتمال قتـ لهما على أيدي الخدم الذين وثقا بهم كثيراً. تجري أحداث الرواية في ديسمبر، بينما يقيم الراوي، إرنست، وزوجته ماري في مخيم سفاري بمرتفعات كينيا على منحدرات جبل كليمنجارو، حيث يواجهان خطراً مؤقتاً بعد فرار مجموعة من ثوار الماو ماو من السجن.
الرواية هي مزيج من مذكرات سفر وخيال سردي، تبدأ بمغادرة الصياد الأبيض فيليب بيرسيفال المخيم لزيارة مزرعته، تاركاً إدارة المعسكر لإرنست، الذي يقلق من التعرض لهجوم أو سرقة لوجود أسلحة وكحول وطعام في المكان. وبصفته نائباً لمأمور الحياة البرية، يقوم بجولات يومية في محمية الصيد ويحافظ على تواصله مع القبائل المحلية. يرافقه الحارسان الإفريقيان تشونغو وأراب ماينا، وينضم إليهما لفترة مأمور المنطقة الملقب بـ جي. سي (المهووس بالجن). يضم المخيم شخصيات أخرى مثل كيتي المسؤول عن إدارة المعسكر، وطاهي السفاري مبيبيا، إلى جانب الخادمين نغويلي ومسيمبي.
يروي الكتاب قصة أسدٍ ضخمٍ أسودَ اللّبدة كان إرنست عازماً على صيده قبل حلول عيد الميلاد. وفي الفصول التالية، يشعر بالقلق من أنّ ماري قد تعجز عن قـ تله لأسباب متعددة: فهي قصيرة القامة فلا ترى الفريسة وسط الأعشاب الطويلة، وتخطئ أهدافها عند صيد طرائد أخرى، كما يظنّ أنها رقيقة القلب أكثر من اللازم لتطلق النار على الأسد. خلال هذه الفترة، يفتتن إرنست بامرأة من القرية تدعى ديبا، يمازحه الآخرون بوصفها «زوجته الثانية»، ويستفيد من معرفتها ومعرفة القرويين لتعلّم العادات والممارسات القبلية. عند منتصف الكتاب، تنجح ماري أخيراً في قـ تل الأسد، فيقيم أهل الشامبا المحليون رقصة «نغوما» احتفالاً. غير أنّ ماري تُصاب بالزحار فتغادر إلى نيروبي لزيارة الطبيب، بينما يقتل إرنست فهداً أثناء غيابها، ويتبع ذلك احتفال آخر برقصة مطوّلة. وعند عودتها، تطلب من إرنست هدية عيد الميلاد: جولة جوّية فوق حوض الكونغو.
يستعرض الكتاب أيضاً علاقة إرنست القريبة برجال القبيلة، واستغراقه في ذكريات صداقاته السابقة مع كتّاب مثل جورج أورويل ودي. إتش. لورنس، إلى جانب سخرية من دور المؤسسات الدينية. كما تضم الصفحات تأملات متفرقة بأسلوب «تيار الوعي» حول موضوعات متباينة، مثل رائحة غابات الصنوبر في ميشيغان، وطبيعة المقاهي الباريسية، وجودة كتابات سيمينون. ويختتم الكتاب بقسم يضم «قائمة الشخصيات»، ومعجماً صغيراً لمفردات السواحيلية، إضافة إلى شكر المحرر.

## روابط خارجية
- Archivos Hemingway en la Biblioteca John F. Kennedy